# Ivan Mozer
Ivan Ivanovič Mozer (in russo Иван Иванович Мозер?, in ucraino Іван Іванович Мозер?, Ivan Ivanovyč Mozer, in ungherese: János Mózer; Mukačevo, 21 dicembre 1933 – Mosca, 2 novembre 2006) è stato un allenatore di calcio e calciatore sovietico dal 1991 russo, di ruolo attaccante.

## Statistiche

### Cronologia presenze e reti in nazionale
| Cronologia completa delle presenze e delle reti in nazionale ― Unione Sovietica | Cronologia completa delle presenze e delle reti in nazionale ― Unione Sovietica | Cronologia completa delle presenze e delle reti in nazionale ― Unione Sovietica | Cronologia completa delle presenze e delle reti in nazionale ― Unione Sovietica | Cronologia completa delle presenze e delle reti in nazionale ― Unione Sovietica | Cronologia completa delle presenze e delle reti in nazionale ― Unione Sovietica | Cronologia completa delle presenze e delle reti in nazionale ― Unione Sovietica | Cronologia completa delle presenze e delle reti in nazionale ― Unione Sovietica |
| Data                                                                            | Città                                                                           | In casa                                                                         | Risultato                                                                       | Ospiti                                                                          | Competizione                                                                    | Reti                                                                            | Note                                                                            |
| ------------------------------------------------------------------------------- | ------------------------------------------------------------------------------- | ------------------------------------------------------------------------------- | ------------------------------------------------------------------------------- | ------------------------------------------------------------------------------- | ------------------------------------------------------------------------------- | ------------------------------------------------------------------------------- | ------------------------------------------------------------------------------- |
| 01/07/1956                                                                      | Copenaghen                                                                      | Danimarca                                                                       | 2 – 5                                                                           | Unione Sovietica                                                                | Amichevole                                                                      | -                                                                               | 46’                                                                             |
| 31/07/1956                                                                      | Ramat Gan                                                                       | Israele                                                                         | 1 – 2                                                                           | Unione Sovietica                                                                | Olimpiadi 1956                                                                  | -                                                                               |                                                                                 |
| 15/09/1956                                                                      | Hannover                                                                        | Germania Ovest                                                                  | 1 – 2                                                                           | Unione Sovietica                                                                | Amichevole                                                                      | -                                                                               | 60’                                                                             |
| 23/09/1956                                                                      | Mosca                                                                           | Unione Sovietica                                                                | 0 – 1                                                                           | Ungheria                                                                        | Amichevole                                                                      | -                                                                               | 46’                                                                             |
| Totale                                                                          |                                                                                 | Presenze                                                                        | 4                                                                               |                                                                                 | Reti                                                                            | 0                                                                               |                                                                                 |

## Palmarès

### Giocatore

#### Competizioni nazionali
- Campionato sovietico: 2

Spartak Mosca: 1956, 1958
- Coppa dell'Unione Sovietica: 1

Spartak Mosca: 1958